# Bordeaux-Saint-Clair
Bordeaux-Saint-Clair è un comune francese di 623 abitanti situato nel dipartimento della Senna Marittima nella regione della Normandia.

## Società

### Evoluzione demografica
Abitanti censiti